# Reidispongia coerulea
Reidispongia coerulea är en svampdjursart som beskrevs av Claude Lévi 1988. Reidispongia coerulea ingår i släktet Reidispongia och familjen Phymatellidae.
Artens utbredningsområde är havet kring Nya Kaledonien. Inga underarter finns listade i Catalogue of Life.